# 足立友
足立友（日语：足立 友，1980年4月27日—），日本女性配音員。出身於大分縣。以前經歷賢Production。勝田聲優學院第18期畢業。資格：廚師、營養師。A型血。

## 演出
粗體字表示主要角色。

### 電視動畫
2005年
- 出雲戰記（麟[6]）
- 強殖裝甲加爾巴（多賀夏樹[7]）
- 蠟筆小新（2005年—2021年，女性、小孩、女孩子、少年、小學時期的廣志 等）
- 小天小天子（日语：こてんこてんこ）（母親）

2006年
- 格鬥美神 武龍 REBIRTH（日语：格闘美神 武龍）（望）
- 獸爪（日语：ケモノヅメ）
- The Third ～蒼之瞳的少女～（日语：ザ・サード）（小孩）
- 砂沙美☆魔法少女俱樂部（女子A）
- 天保異聞 妖奇士（2006年—2007年，女1、新造4、遊女）
- NANA（女B）
- 南瓜剪刀（蒂塔、赤子）
- 鍊金三級魔法少女（記者、招待員）

2007年
- Venus Versus Virus（靜[8]）
- 王牌投手 振臂高揮
- 校園烏托邦 學美向前衝！（教師）
- 機動戰士鋼彈00（主播）
- 彩雲國物語II（玉華）
- 造夢同人誌（京子、小孩）
- 魔人偵探腦嚙涅羅（下瀨唯）
- 神曲奏界（老師）
- 旁邊的兒童 我的火腿組（日语：はたらキッズ マイハム組）（富美）

2008年
- ARIA The ORIGINATION（女客B）
- 海馬
- 黑執事（侍女、小孩A）
- Keroro軍曹（母親）
- 屍姬 赫（記者）
- 死後文（女學生）
- 出包王女（記者）
- 忍者亂太郎（2008年—2011年，時友四郎兵衛〈初代〉、忍蛋）
- 野良耳（日语：のらみみ）（回想的少女）
- 超時空要塞F（操作員、舞者）
- 幻影少年（女僕）

2009年
- 加奈日記
- 銀魂（2009年—2011年，地雷雅的妹妹、客A、遊女、北大路五月）2系列
- 女王之刃 王位繼承者（暗殺團）
- 鋼殼都市雷吉歐斯（秘書）
- 閃亮雙胞胎（2009年—2010年，奈緒、目黑、黨羽A、園童A、主婦）
- 東之伊甸（女性社員）
- 科學超電磁砲（2009年—2013年，少年）2系列
- 乃木春香的秘密 Purezza♪（女孩子B、女學生C）
- 戰鬥陀螺 鋼鐵奇兵（受理小姐）

2010年
- 交響情人夢 最終篇（桃平沙夜子）
- 星際寶貝 ～最棒的朋友～（女孩子B）
- 聖痕鍊金士（教師、導師）
- 哆啦A夢 (水田山葵版)（2010年—2012年，女孩子A、女孩子、女學生）
- Heartcatch 光之美少女！（女學生、熊澤亞由美、黑田留美子、少女、母親、原野千鶴子）
- HEROMAN（母親）
- 名偵探柯南（2010年—2013年，店員、志村幸子）
- 四畳半神話大系（店員）

2012年
- 紙箱戰機W（夏麗）
- Little Charo ～東北篇～（日语：リトル・チャロ〜東北編〜）（松美）

2013年
- 神奇寶貝XY（蘇菲〈初代〉）

### 電影動畫
2006年
- 蠟筆小新：Amigo！森巴入侵計畫（園童）

2007年
- 日本鎖國

2009年
- 劇場版 FRESH光之美少女！玩具王國有很多秘密!?（店員）
- 蠟筆小新：春日部野生王國（SKBE女孩）
- 劇場版 超時空要塞F：虛空歌姬（日语：劇場版 マクロスF）（女性操作員）

2010年
- 歡迎來到宇宙秀
- 劇場版 3D我們這一家：超能力花媽（情侶女性）
- 涼宮春日的消失（大野木菜菜夏[9]）

2011年
- 蠟筆小新：黃金間諜大作戰（女大學生）
- 劇場版 超時空要塞F：戀離飛翼（日语：劇場版 マクロスF）（女性操作員）
- 手塚治虫的佛陀 -美麗的紅色沙漠！-

### OVA
- 麵包超人與開始吧！來玩平假名吧（2006年，柿子妹妹）
- 舞-乙HiME 0 ～S.ifr～（2008年，女孩子）
- ×××HOLiC◆春夢記（2009年，旅館女性B）
- 乃木春香的秘密 Purezza♪（2012年，客）

### 網路動畫
- Candy☆Boy（2010年，女學生A）

### 遊戲
2003年
- 薔薇樹上薔薇開（日语：薔薇ノ木ニ薔薇ノ花咲ク）

2004年
- 幻想水滸傳IV（日语：幻想水滸伝IV）（格雷琴）
- 走投無路危險爺爺DS ～無盡的魔物語～（日语：絶体絶命でんぢゃらすじーさんDS〜でんぢゃらすセンセーション〜）

2005年
- Rhapsodia（日语：Rhapsodia）（格雷琴）

2007年
- 瑪利歐派對8（Mii）

2008年
- 蠟筆小新：呼風喚雨的電影樂園大挑戰！（日语：クレヨンしんちゃん 嵐を呼ぶ シネマランド カチンコガチンコ大活劇!）
- 音速小子 世界大冒險
- 時間空洞 追回被奪走的過去（一柳奈緒子）
- 乃木坂春香的秘密 開始了，角色扮演♥
- 超時空要塞 邊疆王牌（日语：マクロスエースフロンティア）（克萊兒·史坦佛）
- 瑪利歐賽車Wii（Mii）

2009年
- ARCRISE FANTASIA（日语：アークライズファンタジア）（槐）
- SweetHoneyComing（七里由馬）
- 超時空要塞 終極邊疆（日语：マクロスアルティメットフロンティア）（克萊兒·史坦佛）

2011年
- 惡名昭彰2（沙菈）
- 科學超電磁砲（敦志、怪物家長）
- 最終幻想 零式（場地聲音）

2012年
- 渾沌世代6（日语：ジェネレーション オブ カオス6）（露西[10]）

### 廣播劇CD
- 忍者亂太郎 廣播劇CD 體育委員會之卷（時友四郎兵衛）
- FINAL FANTASY XIII Episode Zero -Promise- Story01 -ENCOUNTER-
- 料亭遊戲（日语：料亭遊戯）（雛乃）

### 廣播劇
- VOMIC Switch Girl!! ～變身指令～（田宮莉佳）
- VOMIC 惡魔拉法頌（中野亞由）

### 外語配音

#### 電影
- 布魯斯威利之終極黑幫（蘇珊·哈圖尼揚〈多明妮克·史旺〉）
- 小鬼上路2：有完沒完?（英语：Are We Done Yet?）
- 恐怖相親（英语：Bad Biology）（蒂娜·克勞斯（英语：Tina Krause）[注 1]）
- 初學者（安娜·華萊士〈梅蘭妮·蘿倫〉）
- 黑屋（英语：Black House (film)）（李弘詠的母親）
- 蝴蝶效應2（英语：The Butterfly Effect 2）（葛瑞絲·卡拉漢）
- 血肉森林2：剝皮熱（弗雷德里卡〈阿曼達·傑爾克斯（英语：Amanda Jelks）〉）
- 蝶蛹（英语：Chrysalis (2007 film)）（瑪儂教授〈梅蘭尼·蒂埃里（英语：Mélanie Thierry）〉）
- 魔咒（英语：Cursed (2005 film)）（布魯克〈克里斯蒂娜·安娜波（英语：Kristina Anapau）〉）
- 聖戰家園（英语：Defiance (2008 film)）（阿隆·別爾斯基〈喬治·麥凱〉）
- 死亡日記（弗朗辛·謝恩〈梅根·帕克（英语：Megan Park）〉）
- 禁慾（英语：Elegy (film)）（蘇珊·瑞斯〈琪拉·霍斯達爾（英语：Chelah Horsdal）〉）
- 星戰粉絲團（英语：Fanboys (film)）（羅格·麗塔〈艾麗·葛蘭特（英语：Allie Grant）〉）
- 猛男啦啦隊（英语：Fired Up!）（珍妮佛〈凱特·邁納（英语：Kate Miner (actress)）〉）
- 旅行之歌
- 愛 找麻煩（女性櫃台人員）
- 撕裂記憶體（英语：The Lazarus Project）（凱蒂·加維〈布魯克林·普勞克斯（英语：Brooklynn Proulx）〉）
- 美麗小魔頭（英语：Legacy (2008 film)）
- 乞贖的靈魂（英语：Levity (film)）（蘇菲亞·麥林格爾〈克斯汀·鄧斯特〉）
- 閣樓（英语：Loft (2008 film)）（安·馬雷〈費勒·巴滕斯（英语：Veerle Baetens）〉）
- 新郎不是我（夏蓉〈瑪莉·比爾德松（英语：Mary Birdsong）〉）
- 華麗的休假（李小姐）
- 遊牧英豪（英语：Nomad (2005 film)）（少年扎伊爾）
- 無間道之殺手遊戲（英语：Rough Cut (2008 film)）
- 極速車神（英语：Street Racers (film)）（蘿拉）
- 頤和園（冬冬〈曾美慧孜〉）
- 公爵夫人（哈洛）
- 醉後大丈夫（莉莎）
- 年輕的維多利亞（薩瑟蘭公爵夫人（英语：Harriet Sutherland-Leveson-Gower, Duchess of Sutherland）〈蕾切爾·斯特靈〉）
- U.V.（法语：U.V. (film)）（沙灘排球女子）
- 情慾2重奏（埃門加德）
- 華爾基利暗殺行動（兒子1）
- 溫莎公爵的情人（英语：W.E.）（沃利·溫斯羅普〈艾比·柯尼施〉）
- 永不止步：戴維·寇克斯的故事
- 誰是你的球童？（英语：Who's Your Caddy?）（香農·威廉斯〈塔瑪拉·瓊斯（英语：Tamala Jones）〉）

#### 電視影集
- 戀愛時代（真明）
- CSI犯罪現場 (第10季)（艾蜜莉）
- CSI犯罪現場：邁阿密
- CSI犯罪現場：紐約
- 靈感應
- 天賜
- 迴轉幹探（喬尼）
- 史前逃龍（艾碧·梅特蘭〈漢娜·史匹瑞（英语：Hannah Spearritt）〉）
- 點到即止（奈德的母親、廣播）
- 黑道家族 (第6季)
- 軍情五處
- 超自然檔案
- 火炬木小組
- 美眉校探（第1季：莉安、第2季：漢娜·格里菲斯〈潔茜·施拉姆〉）
- 太陽的女子（首席）

#### 動畫
- 打獵季節2（舒拉皮亞諾太太）
- 星際大戰：複製人之戰（芭麗絲·奧菲）
- 獅子·女巫·魔衣櫥（蘇珊）

#### 紀錄片
- 週日洋片劇場（日语：日曜洋画劇場） 九一一襲擊事件 最後的真相

### 解說
- E-Place
- 仰天人間（日语：仰天人間バトシーラー）電視廣告
- ZOORASIA（日语：よこはま動物園ズーラシア）
- 太平洋Ferry（日语：太平洋フェリー）

### 旁白
- 雅詩蘭黛
- 飛黃騰達 (第7季)（蒂芙尼·法倫（英语：Tiffany Fallon））
- （東京電視台）
- 科學推理（日语：サイエンスミステリー）（富士電視台）
- 地球戲劇性 漢堡店的頂尖主廚
- 地球的小夜曲
- 電視的力量（日语：奇跡の扉 TVのチカラ）SP
- 瑪莎·史都華

## 腳註

## 外部連結
- 足立友｜賢Production，存于 （日語）
- Yahoo！人物名鑑公開資料（2014年1月26日存於互聯網檔案館） （日語）
- 足立友 （页面存档备份，存于） （日語）—Talent Date Bank
- （日語）—WEB THE TELEVISION（日语：ザテレビジョン）
- （日語）—goo人名事典
- 足立友 （页面存档备份，存于） （日語）－KINENOTE
- 足立友 （页面存档备份，存于） （日語）－MOVIE WALKER PRESS（日语：MOVIE WALKER PRESS）
- 足立友 （页面存档备份，存于） （日語）－allcinema（日语：allcinema）
- Tomo Adachi （页面存档备份，存于）—TMDb